# أكسجين داكن
إنتاج الأكسجين الداكن يشير إلى توليد أكسجين جزيئي (O2) من خلال عمليات لا تعتمد على التركيب الضوئي. ولذلك، فإن استخدام كلمة "داكن" هنا يختلف عن استخدامها في مصطلح "مادة مظلمة أحيائية"، حيث يشير إلى الغموض في التقييم العلمي بدلًا من المعنى الضوئي. على الرغم من أن معظم الأكسجين على الأرض يُنتج بواسطة النباتات والكائنات الدقيقة النشطة ضوئيًا عبر التركيب الضوئي، إلا أن إنتاج الأكسجين الداكن يحدث عبر مجموعة من العمليات اللاأحيائية والنظم البيئية وقد يدعم الأيض الهوائي في البيئات الداكنة ونقص الأكسجين في الماء.

## الإنتاج اللاأحيائي
يمكن أن يحدث إنتاج الأكسجين الداكن اللاأحيائي من خلال عدة آليات، مثل:
- تحليل إشعاعي للماء: تحدث هذه العملية عادةً في النظم البيئية الجيولوجية الداكنة، مثل طبقة المياه الجوفية، حيث يؤدي اضمحلال العناصر المشعة في الصخور المحيطة إلى تحلل جزيئات الماء، مما يؤدي إلى إنتاج O2.[1]
- أكسدة الجذور الراديكالية المرتبطة بالسطح: على المعادن الحاوية على السيليكون مثل المرو، يمكن أن تخضع الجذور الراديكالية المرتبطة بالسطح لعملية الأكسدة، مما يساهم في إنتاج O2.[2][3][4]

بالإضافة إلى تكوين O2 المباشر، غالبًا ما تنتج هذه العمليات مركبات الأكسجين التفاعلية (ROS)، مثل جذور الهيدروكسيل (OH•) والأكسيد الفائق (O2•-) وفوق أكسيد الهيدروجين (H2O2). ويمكن تحويل هذه المركبات إلى O2 وماء إما بطريقة حيوية، من خلال إنزيمات مثل سوبر أكسيد ديسميوتاز وكاتالاز، أو بطريقة لاأحيائية، من خلال تفاعلات مع الحديد الثنائي والمعادن المختزلة الأخرى.

## الإنتاج الحيوي
يتم إنتاج الأكسجين الداكن الحيوي بواسطة الميكروبات عبر عمليات ميكروبية مختلفة، منها:
- تحلل الكلوريت [الإنجليزية]: يتضمن هذا التفاعل تفاعل عدم تناسب للكلوريت (ClO2-) لإنتاج O2 وأيونات الكلوريد.[7]
- تحلل أكسيد النيتريك: يشمل تحلل أكسيد النيتريك (NO) إلى O2 وغاز ثنائي النيتروجين (N2) أو أكسيد النيتروس (N2O).[8][9][10]
- تحلل الماء بواسطة المثانوبكتينات: يمكن للمثانوبكتينات أن تحلل جزيئات الماء لإنتاج O2.[11]

تمكن هذه العمليات المجتمعات الميكروبية من الحفاظ على الأيض الهوائي في البيئات التي تفتقر إلى الأكسجين.

## الأدلة التجريبية
قدمت الدراسات الحديثة أدلة على إنتاج الأكسجين الداكن في بيئات جيولوجية وتحت سطح الأرض مختلفة:
- نظم بيئية في المياه الجوفية: تم قياس تركيزات الأكسجين المذاب في مياه جوفية قديمة كان يُعتقد سابقًا أنها خالية من الأكسجين. يُعزى وجود O2 إلى مجتمعات ميكروبية قادرة على إنتاج الأكسجين الداكن والتحلل الإشعاعي للماء. وتدعم تحليلات الميتاجينومية ودراسات تحليل النظائر للأكسجين هذا الإنتاج المحلي للأكسجين بدلاً من اختلاطه مع الأكسجين الجوي.[12]مجموعة من عقيدات المنغنيز قبالة سواحل جزر كوك

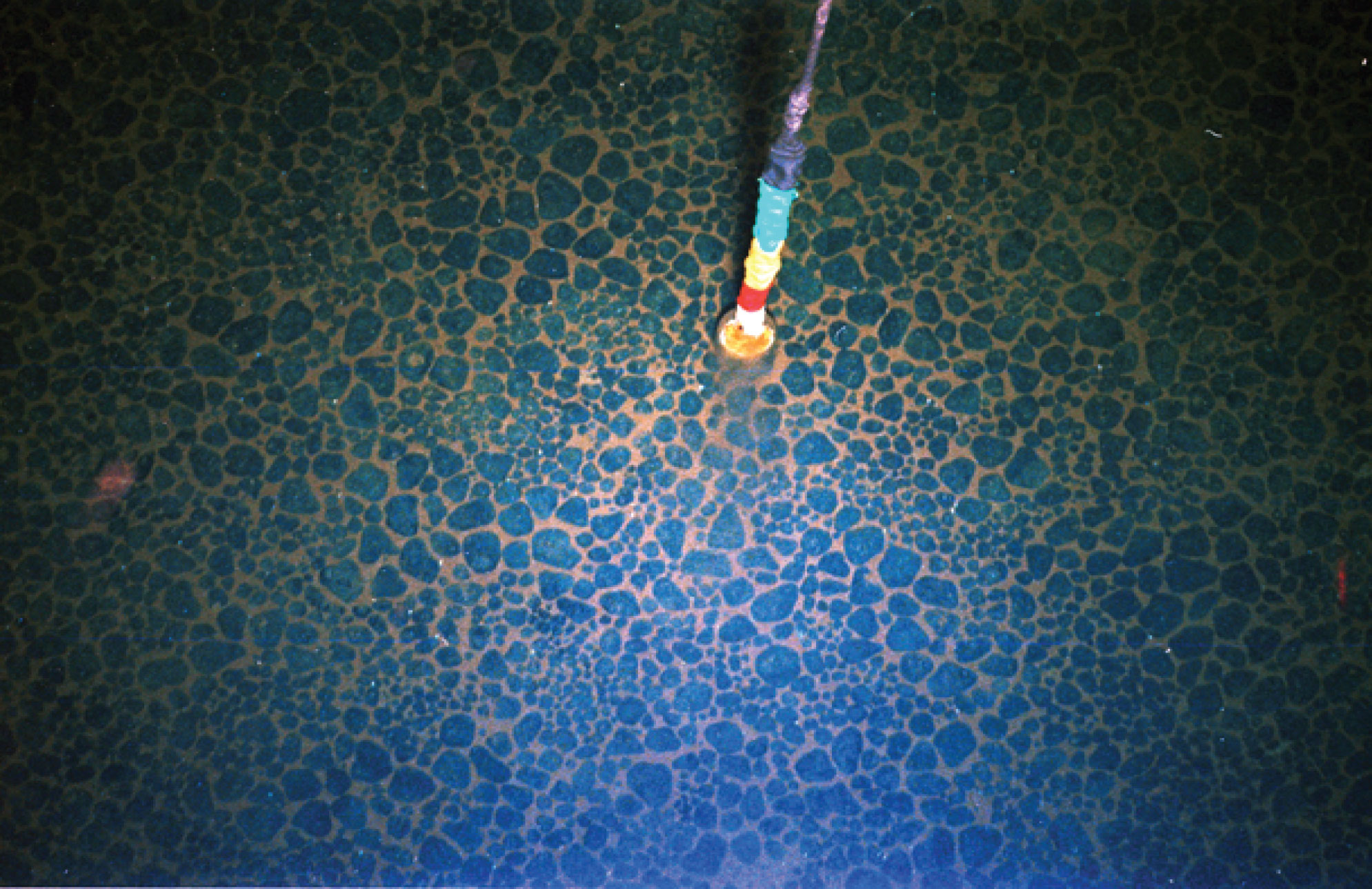
مجموعة من عقيدات المنغنيز قبالة سواحل جزر كوك

- بيئات قاع البحر: أشارت دراسة حول عقيدات المنغنيز في قاع البحر العميق إلى إمكانية حدوث إنتاج أكسجين داكن لاأحيائي.[13] الآلية المقترحة هي التحليل الكهربائي، حيث تم تسجيل فولتية على سطح العقيدات. ومع ذلك، لم يتم قياس أي فولتية كافية لتحليل الماء، ولا يزال مصدر الطاقة للتحليل الكهربائي غير معروف، ولم تجد التجارب السابقة في نفس المنطقة أي دليل على إنتاج الأكسجين.[14][15][16][17][18]

## التبعات
على الرغم من تنوع مسارات إنتاج الأكسجين الداكن، فقد كان يُعتبر تقليديًا ضئيل الأهمية في أنظمة الأرض. تشير الأدلة الحديثة إلى أن O2 يُنتج ويُستهلك في بيئات مظلمة وظاهريًا خالية من الأكسجين على نطاق أوسع مما كان يُعتقد سابقًا، مما يحمل تبعات مهمة على الدورات البيوجيوكيميائية العالمية.